# Itilleq
Itilleq (anteriormente Itivdleq) es un asentamiento en el municipio de Sisimiut, Groenlandia. La población (enero de 2005) es de 123 habitantes. La ubicación aproximada es 66°35' Norte, 53°30' Oeste. 
Itilleq fue fundado en 1847 en otra isla, pero posterior fue movido 1 kilómetro al este a su ubicación actual. La principal actividad comercial del pueblo es la pesca y caza, y una fábrica empacadora de pescado es su principal industria. La isla no tiene agua dulce, y por esta razón Itilleq utiliza una planta tratadora de agua para obtener agua dulce del agua de mar. 